# Campionati europei giovanili di nuoto 1969
I II Campionati europei giovanili di nuoto e tuffi si sono disputati a Vienna dal 15 agosto al 17 agosto 1969.
Hanno partecipato alla manifestazione le federazioni iscritte alla LEN; questi sono i criteri di ammissione:
- le nuotatrici e i nuotatori che nel 1969 non superavano i 15 anni d'età (nati non prima del 1954)
- Le tuffatrici e i tuffatori che nel 1969 non superavano i 16 anni d'età (nati non prima del 1953)

## Podi

### Uomini
| Evento       | Oro                  | Tempo   | Argento          | Tempo   | Bronzo            | Tempo   |
| Stile libero |                      |         |                  |         |                   |         |
| 100 m        | Jorge Comas          | 55"6    | Attila Császári  | 56"9    | Roger Van Hamburg | 57"5    |
| 400 m        | Roger Van Hamburg    | 4'24"7  | Attila Császári  | 4'28"4  | Jorge Comas       | 4'28"5  |
| 1500 m       | Roger Van Hamburg    | 17'31"1 | Axel Fraudenberg | 18'03"3 | Lutz Pohl         | 18'10"0 |
| Dorso        |                      |         |                  |         |                   |         |
| 100 m        | Predrag Miloš        | 1'04"9  | Nenad Miloš      | 1'05"2  | Pierre Baehr      | 1'06"2  |
| 200 m        | Massimo Nistri       | 2'19"0  | Predrag Miloš    | 2'20"2  | Nenad Miloš       | 2'23"3  |
| Rana         |                      |         |                  |         |                   |         |
| 100 m        | Aleksandr Polyakov   | 1'12"0  | Pedro Balcells   | 1'12"5  | Walter Kusch      | 1'12"9  |
| 200 m        | András Hargitay      | 2'38"2  | Heiner Pohl      | 2'38"7  | Pedro Balcells    | 2'40"1  |
| Farfalla     |                      |         |                  |         |                   |         |
| 100 m        | Udo Lenarczyk        | 1'01"0  | Piotr Dlucik     | 1'03"5  | Attila Császári   | 1'03"8  |
| 200 m        | Vladimir Shestopalov | 2'18"2  | Harald Gampe     | 2'20"5  | Dirk Stabenow     | 2'25"4  |
| Misti        |                      |         |                  |         |                   |         |
| 200 m        | András Hargitay      | 2'21"5  | Jorge Comas      | 2'23"4  | Dietmar Brandt    | 2'24"4  |

### Donne
- PE = Primato Europeo assoluto
- PI = Primato Italiano assoluto

| Evento       | Oro                 | Tempo       | Argento            | Tempo       | Bronzo              | Tempo       |
| Stile libero |                     |             |                    |             |                     |             |
| 100 m        | Gabriele Wetzko     | 1'00"1      | Andrea Gyarmati    | 1'01"2      | Carola Schulze      | 1'03"6      |
| 400 m        | Gabriele Wetzko     | 4'36"1 - PE | Karin Neugebauer   | 4'40"4      | Novella Calligaris  | 4'42"2 - RI |
| 800 m        | Karin Neugebauer    | 9'30"8      | Novella Calligaris | 9'36"9 - PI | Andrea Eife         | 9'57"5      |
| Dorso        |                     |             |                    |             |                     |             |
| 100 m        | Andrea Gyarmati     | 1'09"1      | Barbara Hofmeister | 1'09"4      | Tatiana Chumakova   | 1'11"5      |
| 200 m        | Barbara Hofmeister  | 2'28"1      | Tatiana Chumakova  | 2'33"3      | Christine Hilger    | 2'34"1      |
| Rana         |                     |             |                    |             |                     |             |
| 100 m        | Liubov Rusanova     | 1'19"1      | Nina Petrova       | 1'19"8      | Brigitte Schuchardt | 1'20"1      |
| 200 m        | Liubov Rusanova     | 2'50"5      | Nina Petrova       | 2'50"7      | Brigitte Schuchardt | 2'53"1      |
| Farfalla     |                     |             |                    |             |                     |             |
| 100 m        | Andrea Gyarmati     | 1'06"1      | Gabriele Wetzko    | 1'08"2      | Zsuzsa Tóth         | 1'09"6      |
| 200 m        | Evelyn Stolze       | 2'33"7      | Sylvia Eichner     | 2'36"8      | Ursula römer        | 2'38"4      |
| Misti        |                     |             |                    |             |                     |             |
| 200 m        | Brigitte Schuchardt | 2'32"3      | Evelyn Stolze      | 2'34"9      | Nina Petrova        | 2'36"8      |

### Tuffi
| Evento        | Oro           | Punti  | Argento          | Punti  | Bronzo            | Punti  |
| Uomini        |               |        |                  |        |                   |        |
| trampolino 3m | Hans Lieberum | 334,20 | Paolo Nicoletti  | 292,29 | Valentin Kashenko | 282,81 |
| Donne         |               |        |                  |        |                   |        |
| trampolino 3m | Alla Selina   | 313,47 | Tatiana Shtyneva | 309,27 | Ulrika Knape      | 306,45 |

## Medagliere
- Nuoto

| Posizione | Paese            | Oro | Argento | Bronzo | Totale |
| --------- | ---------------- | --- | ------- | ------ | ------ |
| 1         | Germania Est     | 7   | 8       | 7      | 22     |
| 2         | Unione Sovietica | 5   | 4       | 3      | 12     |
| 3         | Ungheria         | 4   | 3       | 2      | 9      |
| 4         | Paesi Bassi      | 2   | 0       | 1      | 3      |
| 5         | Spagna           | 1   | 2       | 2      | 5      |
| 6=        | Jugoslavia       | 1   | 2       | 1      | 4      |
| 6=        | Italia           | 1   | 2       | 1      | 4      |
| 8         | Germania Ovest   | 1   | 0       | 3      | 4      |
| 9         | Polonia          | 0   | 1       | 0      | 1      |
| 10=       | Svezia           | 0   | 0       | 1      | 1      |
| 10=       | Francia          | 0   | 0       | 1      | 1      |
| Totale    |                  | 22  | 22      | 22     | 66     |

- Tuffi

| Posizione | Paese            | Oro | Argento | Bronzo | Totale |
| --------- | ---------------- | --- | ------- | ------ | ------ |
| 1         | Unione Sovietica | 1   | 1       | 1      | 3      |
| 2         | Germania Est     | 1   | 0       | 0      | 1      |
| 3         | Italia           | 0   | 1       | 0      | 1      |
| 4         | Svezia           | 0   | 0       | 1      | 1      |
| Totale    |                  | 2   | 2       | 2      | 6      |